# Чудовий день для рибки-бананки
"Чудовий день для рибки-бананки" (англ. A Perfect Day for Bananafish) — коротке оповідання американського письменника Джерома Девіда Селінджера. Вперше опубліковане 31 січня 1948 року у щотижневику The New Yorker. Це перше з написаних Селінджером оповідань, яке започатковує цикл про родину Гласс, представляючи старшого сина, колишнього солдата Сеймура та його дружину Мюріел. Перший варіант оповідання був поданий до «Нью-Йоркера» в січні 1947 року і називався «Рибка-бананка». Редакторам він здався чудовим за стилем, але з дещо нелогічним сюжетом. Селінджер згодився трохи доробити текст і послідовно додав до нього вступну розмову, доопрацював риси персонажа Мюріел. Вихід оповідання приніс першу славу Селінджеру — тонкому і трагічному психологу. 

## Сюжет
Оповідання описує глибоку душевну драму, якої майже не помітно зовні.
Дія відбувається на курорті на Флориді, де відставний військовий Саймур Ґлас, який нещодавно повернувся з війни, відпочиває разом з дружиною. Розповідь починається з телефонної розмови Сеймурової дружини з її матір'ю, у якій Мюріел заперечує побоювання матері про психічний стан її зятя. 
Сеймур у цей час самотньо спочиває віддалік на пляжі, коли мала дитина інших курортників приходить до нього і починає розпитувати про різні речі. Сеймур, катаючи дівчинку на надувному матрасі, розказує їй казочку про рибку-бананку, та її «трагічне життя», яке нібито  закінчується погано через те, що рибка переїдається бананів і опиняється в пастці.
Пізніше, повернувшись до готелю, він вступає у безпредметну суперечку з випадковою пасажиркою ліфта, а потім, зайшовши до свого номера, вбиває себе з пістолета.

## Публікації перекладів в Україні
Українською мовою оповідання публікувалось у 2004, 2010 та 2015 рр.
- Джером Девід Селінджер. Чудовий день для рибки-бананки (оповідання). Переклад з англійської Дмитра Кузьменка. Київ: Всесвіт, 2004. — № 7/8. — с. 159–167. (ISSN 0320-8370) (завантажити з е-бібліотеки «Чтиво» [Архівовано 5 вересня 2016 у Wayback Machine.])
- Джером Девід Селінджер. Дев'ять оповідань (збірка). Переклад з англійської Антоніна Івахненко, Юлія Григоренко. Харків: Фоліо, 2010 (завантажити з е-бібліотеки «Чтиво» [Архівовано 6 вересня 2016 у Wayback Machine.])
- Джером Девід Селінджер. Чудовий день для бананорибки (Новела). Переклад з англійської Володимира Баняса. Київ: Всесвіт, 2015. — № 5/6. — с. 285–294.